# 샤아 아즈나블
샤아 아즈나블(Char Aznable, 일본어: シャア・アズナブル)은 애니메이션 건담 시리즈 가운데, 《기동전사 건담》에서부터 《기동전사 건담 역습의 샤아》까지의 작품으로 묘사되는 우주세기 건담 시리즈에 등장하는 가공의 인물이다. (성우: 이케다 슈이치(池田秀一) 모빌 슈트의 파일럿, 장교, 정치가, 사상가로서, 다양한 방면에서 재능을 발휘한 인물이며, 우주세기를 무대로 하는 건담 시리즈에서 가장 중요한 인물이라 일컬을 수 있을 정도이다. 자신감이 넘치는 발언과, 그에 걸맞은 실력을 가졌으며, 전투에서의 강함과 가지고 있는 신념의 굳건함, 그 존재감은 다른 인물들을 압도한다.

## 기록

### 일년전쟁 이전
우주세기 0059년 지오니즘의 창시자이자 지온 공화국 의장인 '지온 즘 다이쿤'의 아들로 태어났다. 본명은 카스발 렘 다이쿤(Casval Rem Deikun)으로, 세일라 마스 (아르테시아 솜 다이쿤)의 오빠이다.
우주세기 0069년, 지온 즘 다이쿤의 사후 자비가의 박해를 피해 지구로 도주한다. 이후 아버지의 충실한 부하이자 이해자인 짐바 랄의 보호 아래에서 마스가로 입양되어 에드와우 마스 (Edwow Mass)라는 이름을 갖게 된다. 공식적으로 알려진 것처럼 아버지가 병사한 것이 아닌 데긴 소드 자비에게 암살당했다는 것을 알고 자비가에 대한 복수를 다짐한다.
우주세기 0074년, 가장 잘 알려진 이름인 샤아 아즈나블이라는 이름으로 사이드 3에 잠입, 지온사관학교에 입학한다. 사관학교 시절 자비가의 막내인 가르마 자비와 친교를 맺게 되고, 차석으로 졸업한다.
생일에 관해서는 11/17 설과 9/27 설이 있는데, 11/17이 본인의 생일이며 9/27은 샤아 아즈나블의 호적을 입수하여 위장하면서 받은 생일이란 설이 있고 또한 아즈나블가로 정식 입양되었다는 설도 있다. (선라이즈사는 이에 대한 공식 설정을 하지 않고 있다. '기동전사 건담 THE ORIGIN'에서는 다음과 같은 설을 취한다. : 실제 인물인 샤아 아즈나블(친부:로제 아즈나블)은 텍사스 콜로니에서 카스발이 만난 인물로, 강한 (자비가)지온 지지성향을 가지고 있었으며 지온 사관학교에 입학할 예정이었다. 캬스발의 어머니 아스트라이아 다이쿤이 사망하자 에드와우 마스라는 이름이었던 카스발과 함께 여행을 떠나게 된다. 그러나 카스발의 정체를 안 자비가의 공작으로 셔틀 사고가 일어나 카스발은 이를 예측하고 샤아를 자신으로 위장시켜 그의 여권과 서류가 든 가방을 자신의 것과 바꿔치기해 실제 샤아 아즈나블은 사망하고, 캬스발은 셔틀을 안 타고 살아남아 샤아의 이름을 빌려 지온 사관학교에 입학하게 된다.)

### 일년전쟁（《기동전사 건담》）
우주세기 0079년 1월, 일년전쟁이 발발한다. 도즐 자비 휘하의 우주공격군에 배속되어 지온의 에이스 파일럿으로 활약한다. 붉은색 칠을 한 전용기 자쿠 II(MS-06S)(다른 자쿠보다 3배 빠르다)를 몰고 룸 전역에서 5척의 전함을 격침하여 '붉은 혜성'이란 별명을 얻게 되고 연방군에게 공포의 존재가 된다. 이때의 전공으로 중위에서 소좌로 특진하게 된다.
같은 해 9월, 사이드 7의 연방군 극비작전에 관한 정보를 입수하고 정찰작전에 돌입한다. 정찰나갔던 부하가 건담에게 격파당하면서 (사상 최초의 MS간 전투로 기록되어 있다.) 정보를 확인한 이후, 직접 MS를 몰고 화이트베이스대를 공격하기 시작한다.(이때 헤어졌던 여동생 세이라 마스와 만나게 된다.) 생애 최대의 라이벌이 될, 당시는 민간인으로 거의 MS에 대해 모르던 아무로 레이를 전투에서 압도하였으나, 건담의 경이적 성능덕에 포획에는 실패한다. 이후 루나2로 피난한 화이트베이스대를 공격하기 위해 직접 파괴작전에도 나섰으며 대기권 돌입직전의 화이트베이스대를 노리기도 했다. 지구 강하 후 가르마 자비와 함께 화이트베이스대 공격작전에 나서게 되지만, 계략을 꾸며 가르마 자비를 죽게 만든다. 이후 동생 가르마를 아끼던 도즐 자비의 분노를 사서 좌천당하고 각지를 전전한다. (가르마 장례식전을 술집에서 보던 중 키실리아 자비가 보낸 밀사와 접촉한다.) 도중 인도에서 라라아 슨을 만나고 뉴타입으로서의 소질을 발견하게 된다. (이 부분은 토미노 요시유키의 소설인'밀회 아무로와 라라아'에 서술되어 있다.)
같은 해 11월, 키실리아 자비가 손을 써 휘하의 돌격기동군에 편입되고 매드 앵글러대의 사령관직에 보임됨과 동시에 대좌로 승진한다. 벨파스트에서부터 집요하게 화이트베이스대를 추적한 끝에. 연방군 최대의 기지 자브로의 진입구를 발견하게 되고 이 정보를 입수한 지온군은 자브로에 대한 총공격을 실시한다. 휘하의 앗가이대를 이끌고 전용의 붉은 즈고크에 탑승하여 자브로에 대한 파괴공작을 수행 중(이때 순찰중이던 세이라 마스와 만나게 된다.) 건담에 탑승한 아무로와 다시 전투를 벌이게 되고, 건담 파일럿의 성장에 놀라면서 기체 문제로 후퇴하게 된다.
같은 해 12월, 화이트베이스대를 쫓아 잔지발 급 순양함으로 지구를 이탈한다. 옛 부하 도렌의 카멜 함대와 함께 화이트베이스대를 공격하려 하나, 샤아가 합류하기 직전 카멜 함대는 전멸당한다. 이후 피해를 입은 화이트베이스대와 샤아의 잔지발은 함께 사이드 6에 입항하게 되고, 여기서 샤아와 아무로는 최초로 대면하게 된다. (샤아는 아무로가 누구인지 모른 상태에서, 자신이 누구임을 상대에게 알려준다.)
12월 말, 텍사스 콜로니에서 마 쿠베가 아무로와 싸워 패한 후 아무로와 교전하나, 뉴타입으로 각성한 아무로에게 일방적으로 몰려 후퇴한다. 여기에서 다시 세이라 마스와 만나고, 금괴를 전달하며 연방군에서 떠날 것을 권한다. 이후 라라아 슨의 모빌 아머 엘메스와 함께 출격, 아무로와 교전 중 위기에 몰리나 라라아 슨이 샤아 대신 전사한다. 이 사건은 샤아와 아무로 모두에게 큰 상처로 남게 되고 두사람의 인생 방향을 결정하게 된다.
우주요새 아 바우아 쿠에서의 결전 시 뉴타입으로 각성하게 되고 모빌 슈트 지옹으로 아무로의 건담과 대등한 전투를 벌인다. 요새 내부에서 아무로와 직접 육박전을 벌인 끝에 이마에 상처를 입게 되고, 이후 세일라 마스와 마주쳐 설득 중에 폭발에 휘말려 헤어진다. 전투의 막바지 무렵 탈출하려던 키실리아를 죽이고 이후 생사불명이 된다. (극장판 '기동전사 건담 III 해후의 우주에서는 이후 패잔병을 규합하여 그와진급 전함에 탑승하여 아스테로이드 벨트 쪽으로 도주하는 장면이 있다.)

### 액시즈 시대
직접적으로 묘사된 공식설정은 존재하지 않으며, 다음과 같은 내용들이 만화 및 《기동전사 Z건담》의 배경 설명을 통해 알려져 있다.
우주세기 0081년 3월, 일년전쟁 종결 후 연방에 투항하지 않은 지온군 잔당과 샤아는 소행성대의 자원 채굴용 소행성기지 액시즈로 망명한다. 여기서 미네바 자비의 보좌역 마하라자 칸의 딸 하만 칸과 만나게 된다. (일부러 유혹했다는 설이 있다.)
우주세기 0083년 액시즈가 지구연방군의 토벌을 받아 전투에 참가하게 된다. (近藤和久의 만화 《JUPITER[ZEUS] IN OPERATION TITAN U.C.0083》와 北爪宏幸의 만화 《기동전사 건담 C.D.A. 젊은 혜성의 초상》 중)
우주세기 0083년 8월, 하만 칸의 아버지 마하라자 칸이 죽고 딸 하만 칸이 섭정이 되자 두 사람의 정치적 의도가 충돌한다. 이후 샤아는 지구권 정찰이란 명분으로 액시즈를 탈출하게 되고 이때 하만의 원한을 사게 된다. (水原賢治의 만화 《기동전사 건담 0084 "Psi-Trailing"》 중)
우주세기 0084년 9월, 액시즈가 개발한 신소재 건다리움 감마를 탈취하여 지구권으로 귀환함과 동시에 비합법적으로 크와트로 버지나 (Quattro Vageena)라는 이름으로 연방군 대위로 편입한다. 이후 연방군 내의 반지구연방정부조직 에우고（AEUG, Anti-Earth Union Group)에 참가한다.

### 그리프스 분쟁（《기동전사 Z건담》）
에우고는 샤아가 탈취해 온 신소재와 구 지온군 기술을 이용하여 '감마 건담' （릭 디아스, 샤아가 명명）를 개발하고, 명목상 목성 선단용으로 위장 건조된 강습양륙함 아가마를 취역시킨다. 아가마의 모빌 슈트대 대장으로 배속된 샤아는 일년전쟁때부터의 옛 부하 아폴리와 로베르토와 함께 작전을 개시한다.
우주세기 0087년 8월, 사이드 7의 그린 노아 1 콜로니에 잠입하여, 티탄즈가 개발한 신형 MS 건담 Mk II 탈취를 시도한다. 이 과정에서 그린 노아 1의 고등학생 카미유 비단의 협력을 얻어 작전은 성공하고, 이 사건 이후로부터 티탄즈와 에우고는 본격적인 무력항쟁에 돌입한다.
이후 사이드 1, 30번지에서 티탄즈로부터 투항해 온 에마 신에게 티탄즈의 독가스 살포 작전을 설명한다. 월면도시 암만에 기항했을 때 부하 키그난으로부터 액시즈가 지구권으로 이동하기 시작했다는 정보를 듣게 된다.
같은 해 5월, 연방군 본부 자브로 공격에 참가해 지구로 강하한다. 그러나 연방본부는 이미 이동했고 지하에는 핵폭탄이 설치되어 있었다. 결국 수뇌부 제압을 통한 속전속결은 실패하고 지구권의 지원조직 카라바와 합류하여 지구권 이탈을 시도한다. 이 과정에서 연방군에게 연금되어 있던 아무로 레이와 7년 만에 재회하게 되고, 아무로의 지원에 힘입어 우주로 돌아온다.
같은 해 8월, 티탄즈의 아폴로작전 저지를 시도하나 실패한다. 이후 에우고의 지도자 블랙스 폴라 준장과 함께 의회에 출석, 연방정부의 부패상을 보고 크게 실망하게 된다. 이때 블랙스는 티탄즈에게 암살당하고, 죽기 직전의 블랙스는 에우고를 샤아에게 맡긴다.
같은 해 10월, 지구권에 귀환한 액시즈와 동맹을 시도하나 하만의 꼭두각시가 된 미네바를 보게 되고 교섭은 결렬된다.
같은 해 11월, 위성궤도상에서 카라바의 킬리만자로 기지 공격을 지원할 예정이었으나 야잔 게블의 함브라비대에게 공격당해 지구로 강하하게 된다. 강하 후 아우돔라에서 카라바 공격대와 합류하여 공격을 지휘/성공시키고 이후 카라바와 루오상회의 협력을 얻어 다카르에서 열리는 연방의회를 점거하여 전 세계에 중계되는 가운데 자신의 정체를 밝히고 연설을 행한다. '크와트로 버지나 = 샤아 아즈나블 = 지온 즘 다이쿤의 아들 카스발 렘 다이쿤'임을 밝히고 아버지의 유지를 이을 것을 다짐함과 동시에 티탄즈의 실태(당시 연방의회장을 직접 공격하고 있었다)와 폭거를 고발하며 에우고의 정당성을 호소했다. 이 연설로 지구권 전체에 티탄즈에 대한 불신감이 확대되고, 전황은 에우고에 유리해지게 된다.
0088년 2월, 에우고 / 티탄즈 / 액시즈 간의 3파전이 벌어지게 된다. 그리프스 2(콜로니 레이저로 개조된 구 그린 노아 2) 내부에서 하만 칸의 큐베레이와 파프데마스 시로코의 the O와 혼전에 휘말리게 되지만 결국 그리프스 2를 지켜서 티탄즈 함대를 격파한다. 직후, 하만 칸과 교전하여 탑승한 MS 백식이 대파되고 이어 전함의 폭발에 휘말려 생사불명이 된다.

### 제1차 네오지온 항쟁
이 시기의 샤아에 대해서는 정확히 알려진 바가 없다. 다만, 이 기간 동안 네오지온군 내부의 다이쿤파에 대한 공작을 진행하고 있었다는 것이 통설이다. (플레이스테이션 게임 《기동전사 Z건담》에 잠시 등장하는 영상에 근거)
제1차 네오지온 항쟁 종결 이후, 우주세기 0090년도까지 네오지온의 재흥을 개시하고 군비 증강에 나서게 된다. 이 기간 동안에 관하여는 많은 작품들에 묘사되어 있으나, 공식 설정들은 아니다.

### 제2차 네오지온 항쟁 (《기동전사 건담 역습의 샤아》）
우주세기 0092년 12월, 신생 네오지온(Neo Zeon)의 총수 샤아 아즈나블로 다시 모습을 드러냄과 동시에 숱한 전쟁을 겪으면서도 교훈을 얻지 못하고 구태의연하게 스페이스노이드에 대한 탄압을 계속하는 지구연방정부에 대한 저항의지를 나타냈다. 신생 네오지온은 구 네오지온군 잔당 및 나나이 미겔, 규네이 거스 등의 우수한 사관을 규합해 소규모 정예 전력을 구축할 수 있었으며 얼마간 전쟁과 멀어져 있었던 연방정부를 상대로 스위트 워터를 점령한다.
0093년 2월 말, TV 인터뷰를 통해 연방정부에 사실상의 선전포고를 행한다.
같은 해 3월, 스위트 워터를 출항한 함대는 아무로 레이와 브라이트 노아가 이끄는 연방군 부대 론도 벨과의 전투에 들어간다. 직접 전용기 사자비로 출격한 샤아는 소행성기지 5th 루나를 연방군 본부 소재지인 티베트의 라싸에 낙하시키는데 성공한다.
이후 사이드 1의 론데니온에서 연방군 고관 아데나워 파라야와 접촉, 무장 해제를 조건으로 소행성기지 액시즈를 인도받는 위장 평화교섭을 행함과 동시에 루나2를 강습하여 핵병기를 탈취한다. 이후 지구에 핵겨울을 불러일으키기 위한 작전, '액시즈 떨어뜨리기(일본어: アクシズ落とし)'에 들어간다.
액시즈를 사이에 두고 론도 벨과 혼전이 벌어지고, 3월 12일 뉴 건담에 탑승한 아무로와 최후의 결전을 벌여 패배한다. 탈출 포트채로 아무로에게 잡힌 샤아는 액시즈 낙하를 저지하는 아무로와 논쟁하던 중에 포트의 폭발로 행방불명된다.

## 샤아 아즈나블이 사용한 자신의 이름들
- 카스발 렘 다이쿤(본명)[일년전쟁 이전,출생 당시]
- 에두와르 마스[일년전쟁 이전,아버지 지온 암살 후 짐바 랄에 의해 마스가(家)에 입양]
- 샤아 아즈나블[일년전쟁 당시,제2차 네오지온 항쟁 당시]
- 크와트로 버지나[그리프스 분쟁 당시]
- "기동전사 건담 UC"에서 '풀 프론탈'도 샤아라고 생각하는 사람이 있는데, 일단 풀 프론탈은 다른 사람이다. 자세한 내용은 아래의 [샤아와 관련된 사람들]에서 추가 기술하겠음.

## 샤아와 관련된 사람들
샤아에게는 그 성격 탓도 있고 하여 진정한 친구라 할 만한 인물은 없다. 가르마 자비를 친구라고 부르고는 있었으나 이는 복수를 위해 위장된 것이었고, 결국 라이벌로 MS 파일럿으로는 아무로 레이, 지휘관으로는 브라이트 노아 정도라고 할 수 있겠다. 대신 부하들에게는 우수한 실력과 높은 카리스마로 인해 절대적인 신뢰와 경외를 받았다. 샤아의 부하들은 모두 그를 위해 죽을 수 있었으며, 이후 네오지온의 총수로써 많은 스페이스노이드들과 병사들을 매료시켰다.
여성관계는 매우 복잡하다. 작품에 등장한 것으로도 지온 공국시절의 라라아 슨, 에우고 시절의 레코아 론드, 네오지온의 하만 칸, 네오지온 총수 시절의 나나이 미겔과 퀘스 파라야 등을 들 수 있다. 자손관계는 불명이다. '기동전사 V건담'의 주인공 웃소 에빈의 어머니 이름이 뮤라 미겔이므로 나나이 미겔과 관련있지 않은가 하는 질문에 대해 감독은 부정했다.
샤아의 소식이 사라진 이후에도 그 영향은 상당했으며, 특히 스페이스노이드 간에 샤아를 연방의 압정에 저항한 영웅으로 보는 경향이 컸다. 토미노 감독의 소설 '기동전사 건담 섬광의 하사웨이'에서 샤아의 사상을 이어받았다고 주장하는 '마프티 나비유 에린'(실제 정체는 브라이트 노아의 아들 하사웨이 노아')가 있다. 샤아의 시대로부터 100년도 넘게 지난 이후를 서술한 '가이아 기어'에서는 샤아의 기억을 카피한 '메모리 클론'으로서 아프란시 샤아라는 인물이 등장한다.
'기동전사 건담 UC'에는 샤아아즈나블과 유사한 풀 프론탈이 등장했다. 오른쪽 눈 위의 상처를 비롯하여 너무 많은 부분이 사야 아즈나블과 유사한 캐릭터로, 일설에서는 샤아가 2차 네오지온 항쟁 이후에도 살아남아 풀 프론탈로 다시 등장한 것이 아닌가 하는 추측도 있었다. 그러나 그의 정체는, 지온공화국 국방장관 모나한 바하로가 몰락하고 있던 네오지온의 잔당을 재집결시키기 위한 목적으로 일부러 샤아와 닮게 제작한 "인공 뉴타입"이다. 풀 프론탈은 2차 네오지온 항쟁 이후에 우주를 떠돌고 있던 샤아의 잔류사념이 자신에게 깃들었다고 말하기도 했다. (상기 서술 내용은 소설판의 내용이고, TV판에서는 청각장애인 자막을 통해 샤아의 영혼임이 밝혀졌다.)

## 주요 탑승기체
'샤아 전용'이라는 이름으로, 핑크에 가까운 붉은색(와인 레드 또는 로즈 핑크)로 칠해진 기체들이 유명하다. (다만 80% 완성도로 뉴타입 전용기로 개발된 지옹에 급히 탑승하게 된 경우에는 전용기의 색을 가지지 않았고, 릭 디아스의 경우 모든 기체가 샤아의 전용기 색으로 칠해졌으며, 백식의 경우는 메카닉 디자이너의 영향으로 금색이다. 또한 《기동전사 건담 역습의 샤아》 이후에는 죠니 라이덴과 마찬가지의 진홍색으로 칠해진 사자비가 있다.)
샤아 전용 자쿠의 경우 통상 자쿠의 3배 속도로 움직일 수 있다는 이야기가 있었다. 기체 스펙 상 MS-06S와 MS-06F 간의 차이는 크지 않았으므로(설정상 약 30% 정도) 팬 간에 이견이 분분했고, 이후 《기동전사 건담 제08MS소대》의 영상 특전에서 '룸 전역 당시의 샤아는 공격한 전함을 이용하여 반동을 얻어 도약함으로써 경이적인 가속력을 얻었다'라는 것으로 설명하고 있다.
『기동전사 건담』
- MS-06S 지휘관용 자쿠 II
- MSM-07S 지휘관용 즈고크
- MS-09RS 릭 돔 빔 바주카 시험형（소설판에 등장）
- YMS-14(MS-14S) 겔구그 시작형
- MSN-02 지옹
- MS 외:룩군（11화에서 탑승한 정찰기）

『기동전사 Ζ건담』
- RMS-099 릭 디아스
- RX-178 건담 Mk-II
- MSN-00100 백식

『기동전사 건담 역습의 샤아』
- MSN-04 사자비
  - MSN-04II 나이팅게일（소설 《벨토치카 칠드런》에 등장하는 샤아의 전용기, 사자비와는 관계 없는 다른 기체이다. 하이 뉴건담이라고 불리는 다른 형태의 소설판의 뉴건담처럼 이형이명(異形異名)의 사자비라고 보면 정확할 것이다. 또다른 소설 《하이 스트리머》에는 다른 형태의 사자비가 등장한다. 이것은 사자비와 나이팅게일과 공통점을 찾아 볼 수 없는 독특한 디자인을 가지고 있다.）

## 주요 탑승함
『기동전사 건담』
- 팔멜（샤아 전용 무사이급 순양함, 함장）
- 매드 앵글러 (함장)
- 잔지발 (함장)

『기동전사 Ζ건담』
- 아가마 (MS대 대장）
- 라데슈（MS대 대장）
- 아우도무라 (탑승원）

『기동전사 건담 역습의 샤아』
- 레우루라 (함대 기함）

## 트리비아
- 샤아 아즈나블은 15소년 표류기를 원안으로 하는 소년우주전기물 '프리덤 파이더'에서 시작된 로봇 아니메 '건보이'에 등장하는 적 에이스로 기획되었다.

- 이름에 관해서는 많은 설이 있어, 가면을 쓰는 라이벌이란 발상으로부터 《용자 라이딘》의 프린스 샤킨을 떠올린 선라이즈 데스크에서 아이디어를 얻었다고 한다. 또, 당시 샹송가수 샤를르 아즈나블의 팬이었던 감독이 이 이름을 조합하여 얻었다는 설과 아이캐치의 '샤~'하는 효과음에서 얻어왔다는 설(이것은 감독 본인의 발언)이 존재한다.

- 붉은색의 전용기와 '붉은 혜성'이라는 별명 설정은 제1차 세계대전에서 활약한 에이스 만프레드 폰 리히트호펜남작의 붉은색 애기 및 《붉은 남작》(Red Baron)에서 얻었다.

- 원래 최종화까지 등장할 예정이었다가 시청률 저조로 인해 가르마 자비 전사시 좌천당하는 것으로 일시 화면에서 사라졌으나, 한 여중생이 보낸 엽서에 의해 부활한다.

- 토미노의 소설 《밀회 아무로와 라라아》에 의하면, 라라아와 샤아가 만난 곳은 갠지스강변의 한 성매매업소라고 되어있다.

- 《기동전사 건담》의 녹음 시 샤아 역의 성우가 역할연구를 위해 '샤아와 라라아는 같이 잤는가?'라고 물었을 때 감독은 '그렇게 생각해도 좋습니다'라고 답했다 한다.

- 크와트로는 이탈리아어 4에서 유래한 이름으로, 샤아의 네 번째 이름이라는 뜻이라 한다.

- 크와트로 바지나는 항상 선글라스를 쓰고 다니는 것이 특징이며, 2005년 《기동전사 Z건담》 개봉 시 공식 선글라스가 발매되었다.

- 위에 쓴 바와 같이 샹송 가수 샤를르 아즈나부르 (Charles Aznavour)에서 온 이름이므로, 이후 샤아의 영어 표기는 프랑스어풍의 'Char'가 되었다.(대략 90년대 후반에 고정된다.) 토미노 감독은 이를 몰랐으므로(본인은 효과음에서 얻어 온 이름으로 생각함) 《기동전사 건담 역습의 샤아》에 등장하는 주역 MS의 이름으로 Hi-S 건담을 생각하고 있었으며, '샤아를 넘어선다'는 의미를 부여하려 하였다. 그러나 이미 철자가 굳어진 결과로 인해 이 안은 흐지부지되고, 결국 '다음 건담'이란 뜻의 new를 붙이자는 의견에서 그리스어 철자 nu를 사용하게 된다. 이후 소설 《기동전사 건담 하이 스트리머》라는 이름이나 'CCA-MSV'에 등장하는 Hi-ν건담의 명칭은 이에서 유래한다.

- 게임 슈퍼로봇대전 시리즈는 원작을 기반으로 하여 스토리를 전개하는데, 샤아의 경우 아군과 적을 넘나드는 상황이 계속되므로 발매 시 '이번에는 배신 안합니다'등의 개발자 발언이 등장하는 일이 있었다.

- 성우 '이케다 슈이치'의 회고록에 따르면, 기동전사 건담 (속칭 퍼스트건담) 제작시 작중 초반부에 전사하는 설정이었으나 중간에 변경되었다고 한다.

- 기동전사 건담에서 같은 기종보다 3배정도 빠르다는 빨간색 MS들을 탑승하는데, 이를 이용한 패러디가 다른 일본애니메이션 속에 만연하다.

- 시리즈 내내 인상깊은 명대사를 숱하게 남겼다.

```
 ex) "인정하고 싶지않군, 젊음으로 인한 과오라는 것을...."
     "이것이 젊음인가..."
     "에에이! 연방의 모빌슈츠는 괴물이냐!"
     "보여줄텐가,연방군 모빌슈츠의 성능이란걸!"
     "MS의 성능차가 승패의 결정적인 차이가 아니라는 사실을 가르쳐주지!"
```